# Emilio Nappa
Emilio Nappa (Napoli, 9 agosto 1972) è un arcivescovo cattolico italiano, dal 1º marzo 2025 segretario generale del Governatorato dello Stato della Città del Vaticano.

## Biografia
Nasce a Napoli, città capoluogo di provincia e sede arcivescovile, il 9 agosto 1972.

### Formazione e ministero sacerdotale
Formatosi presso il Pontificio seminario interregionale campano di Napoli dal 1991 al 1995, studia alla Pontificia facoltà teologica dell'Italia meridionale. Dal 1995 al gennaio del 2000 continua poi la sua formazione presso l'Almo collegio Capranica in Roma e la Pontificia Università Gregoriana, dove consegue il baccalaureato in teologia nel giugno 1996.
Il 28 giugno 1997 è ordinato presbitero, nella cattedrale di San Paolo, per la diocesi di Aversa, dal vescovo Lorenzo Chiarinelli.
Ottiene la licenza in teologia fondamentale nel giugno del 1998 con una tesi dal titolo Teologia e letteratura. Paradosso dell'esistenza e fede negli scritti di Graham Green. Consegue successivamente il dottorato in teologia presso la Pontificia Università Gregoriana nel 2004. Svolge vari incarichi in diocesi, tra cui:
- vicario parrocchiale presso la parrocchia di San Michele Arcangelo in Aversa;
- rettore presso la chiesa di San Rocco in Aversa;
- direttore dell'Istituto superiore di scienze religiose interdiocesano SS. Apostoli Pietro e Paolo dell'area casertana in Capua;
- docente stabile di teologia fondamentale presso l'Istituto superiore di scienze religiose interdiocesano SS. Apostoli Pietro e Paolo dell'area casertana in Capua;
- docente stabile di teologia fondamentale presso l'Istituto superiore di scienze religiose San Paolo di Aversa;
- canonico presso la cattedrale di San Paolo in Aversa;
- responsabile della pastorale universitaria della diocesi di Aversa;
- docente di religione presso i licei scientifici statali di Aversa;
- membro fondatore del comitato scientifico di Eupolis;
- membro eletto del consiglio presbiterale diocesano.

Diviene poi collaboratore della nunziatura apostolica in Italia e officiale della sezione per gli affari generali della Segreteria di Stato della Santa Sede. Da settembre 2022 fino alla nomina episcopale è officiale della Segreteria per l'economia, nella direzione per le risorse umane della Santa Sede.

### Ministero episcopale
Il 3 dicembre 2022 papa Francesco lo nomina arcivescovo titolare di Satriano, segretario aggiunto della sezione per la prima evangelizzazione e le nuove Chiese particolari del Dicastero per l'evangelizzazione e presidente delle Pontificie Opere Missionarie; succede a Giovanni Pietro Dal Toso, che ha concluso il suo mandato. Il 28 gennaio 2023 riceve l'ordinazione episcopale, all'altare della Cattedra nella basilica di San Pietro in Vaticano, dal cardinale Luis Antonio Tagle, pro-prefetto del Dicastero per l'evangelizzazione, co-consacranti l'arcivescovo Edgar Peña Parra, sostituto per gli affari generali, e il vescovo di Aversa Angelo Spinillo.
Il 25 febbraio 2025 lo stesso papa lo nomina segretario generale del Governatorato dello Stato della Città del Vaticano, con decorrenza a partire dal 1º marzo.

## Genealogia episcopale
La genealogia episcopale è:
- Cardinale Scipione Rebiba
- Cardinale Giulio Antonio Santori
- Cardinale Girolamo Bernerio, O.P.
- Arcivescovo Galeazzo Sanvitale
- Cardinale Ludovico Ludovisi
- Cardinale Luigi Caetani
- Cardinale Ulderico Carpegna
- Cardinale Paluzzo Paluzzi Altieri degli Albertoni
- Papa Benedetto XIII
- Papa Benedetto XIV
- Cardinale Enrico Enriquez
- Arcivescovo Manuel Quintano Bonifaz
- Cardinale Buenaventura Córdoba Espinosa de la Cerda
- Cardinale Giuseppe Maria Doria Pamphilj
- Papa Pio VIII
- Papa Pio IX
- Cardinale Gustav Adolf von Hohenlohe-Schillingsfürst
- Arcivescovo Salvatore Magnasco
- Cardinale Gaetano Alimonda
- Cardinale Giovanni Cagliero, S.D.B.
- Arcivescovo Guglielmo Piani, S.D.B.
- Arcivescovo José Maria Cuenco
- Arcivescovo Antonio Floro Frondosa
- Cardinale Jaime Lachica Sin
- Cardinale Luis Antonio Tagle
- Arcivescovo Emilio Nappa